# Angélica Palma
María Angélica Palma y Román (Lima, 24 de noviembre de 1878-Rosario, 25 de octubre de 1935) fue una escritora y periodista peruana perteneciente al movimiento modernista y una de las fundadoras del movimiento feminista en su país. Era hija del reconocido intelectual Ricardo Palma y mediohermana del escritor Clemente Palma.

## Biografía
Hija del reconocido intelectual Ricardo Palma y de Cristina Román y Olivier, Angélica tuvo seis hermanos: Félix Vital, Ricardo, Peregrina Augusta, Cristina, Cristián y Renée Cristina, además de un mediohermano mayor por parte de padre, Clemente Palma, que también fue escritor.
Cursó sus estudios primarios en el liceo que dirigía Teresa González de Fanning, y luego, continuó bajo la supervisión de su padre en la Biblioteca Nacional del Perú. En 1892, este fue nombrado representante del Perú al Noveno Congreso Internacional de Americanistas, y su hermano Ricardo y ella lo acompañaron en el viaje que realizó por España, país en el que residiría largas temporadas.
En 1911, al fallecimiento de su madre, se convierte, por ser la hermana mayor, en la secretaria de su padre, con el que colabora cada vez más estrechamente; posteriormente, velaría por su salud cuando esta comenzó a deteriorarse.
Mientras, bajo los seudónimos galdosianos de Araceli o Marianela, publicó en distintos medios peruanos: Prisma, El Comercio, Variedades, La Crónica hasta 1919, cuando Ricardo Palma fallece.
Ese mismo año, se trasladó a Madrid para supervisar la edición y compilación de las Tradiciones peruanas, obra cumbre de su padre, que se publicarían completas entre 1923 y 1925. Aprovechó su estancia en España para recorrer Europa —Francia, Inglaterra, Bélgica— y en esa época publicó, ya sin seudónimo, algunas novelas que gozaron de éxito. Allí trabó amistad con escritoras como Carmen de Burgos Blanca de los Ríos, Concha Espina o Mercedes Gaibrois y asistió a las tertulias del café Pombo, de la condesa de Doña-Marina, de Mercedes Alcalá Galiano, además de dar conferencias en el Ateneo de Madrid, en el Lyceum Club Femenino o en la Residencia de Señoritas.

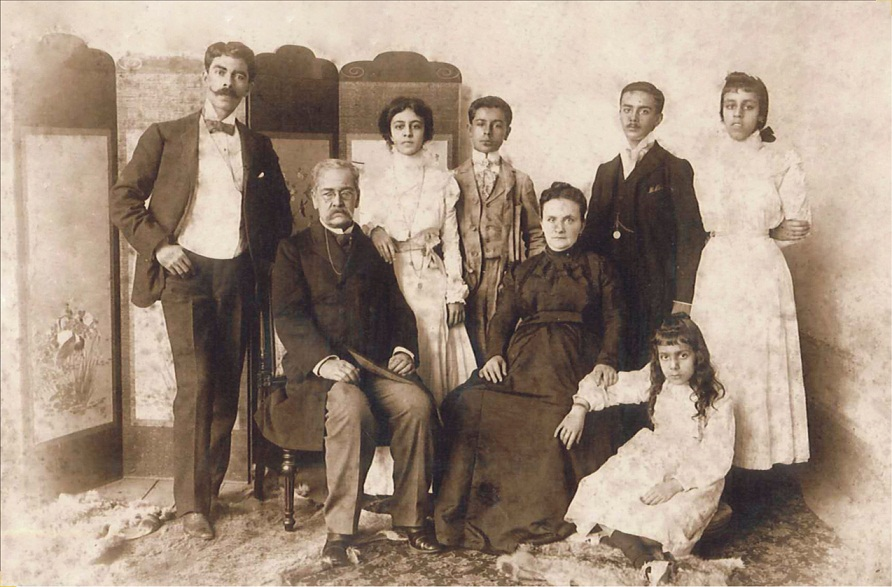
Ricardo Palma y Cristina Román con 5 hijos de la pareja y Clemente Palma.

En 1925 retornó a Perú con la esperanza de volver para la Exposición Iberoamericana de Sevilla; en Lima pasa a ser corresponsal del diario español El Sol. Convertida en una de las mujeres peruanas más conocidas internacionalmente, representó a su país en el Congreso Interamericano de Mujeres de 1926, celebrado en la Ciudad de Panamá. 
Sus deseos se cumplieron y en 1929 el gobierno del Perú la nombró integrante de la comisión oficial para la Exposición de Sevilla; asistió, además, al Congreso de Historia de Barcelona, en el cual presentó un ensayo sobre el virrey José Fernando de Abascal. Su nueva estancia en España le permite viajar otra vez por Europa, especialmente por Italia.
Fue miembro de la Sociedad Menéndez y Pelayo de Santander, de la Academia hispano Americana de Ciencias y Artes de Cádiz y de la de Real Academia de Buenas Letras de Barcelona; poseía también la encomienda de la Orden de Alfonso XII. 
Regresó definitivamente a Perú en septiembre de 1931 con sus hermanas que la habían acompañado en su viaje la Exposición de Sevilla. Aceptó el puesto de secretaria del Consejo Nacional de Mujeres de país; fue una de las primeras maestras de la escuela sostenida por la Sociedad Auxiliadora de la Infancia, fundada en Lima por Juana Alarco de Dammert, además de hacer clases de literatura en el High School.
En 1935, viajó a Argentina invitada por el gobierno de ese país para dictar una serie de conferencias en honor a su padre: el 25 de julio llegó a Buenos Aires, acompañada de sus hermanas Augusta y Renée, y el día 31 participó en la inauguración de un busto de Ricardo Palma en el local del Instituto Nacional del Profesorado en Lenguas Vivas Juan Ramón Fernández. En la capital argentina, Angélica dio cuatro conferencias en el Teatro Cervantes y participó en el homenaje que se rindió a Palma en la Facultad de Filosofía y Letras de la Universidad de Buenos Aires. El 24 de agosto, luego de visitar La Plata y Montevideo, viajó a Rosario, siempre en compañía de sus hermanas, para continuar dictando conferencias, pero a los pocos días cayó enferma con pleuresía y bronconeumonía, por lo que llevada al Sanatorio Británico, donde falleció el 6 de septiembre de 1935, a los 56 años. En octubre sus restos fueron trasladados a Buenos Aires y fueron sepultados provisoriamente en el histórico Cementerio de la Recoleta. El 21 de marzo de 1936 sus restos fueron trasladados a su patria, donde fue enterrada en el cementerio Presbítero Matías Maestro o cementerio general de Lima, donde se encuentra también la tumba de su padre.

## La escritora
Desde pequeña manifestó su inclinación por la literatura: "antes de cumplir diez años ya había declamado poesías en las veladas literarias organizadas en Lima por la escritora cuzqueña Clorinda Matto de Turner", anota César Salas en el esbozo biográfico que hace de Angélica Palma.
Sus primeros escritos serios, aparecen en la revista Prisma en 1907 —el año en que su hermano, Clemente Palma, asume su dirección— en la forma de una novela epistolar por entregas —14 cartas que van de febrero a septiembre de ese año— bajo el título común de «Cartas a una turista» con el seudónimo de Araceli, tomado del protagonista de la primera serie de los Episodios Nacionales de Benito Pérez Galdós Gabriel Araceli. Imposible no ver la relación con Cartas de una turista, aparecidas en es revista en 1905, el año de su fundación, obra firmada por Cabotín, seudónimo del entonces jovencísimo Enrique A. Carrillo: las protagonistas de ambas obras escriben a Europa desde el balneario de Chorrillos, describiendo su acontecer.
Más tarde firmaría con el seudónimo Marianela —protagonista de la novela homónima de Benito Pérez Galdós— sus relatos y poesías que publicó en Arequipa Ilustrada y en algunos periódicos de Estados Unidos.
Cartas son cartas, breve ensayo de novela, apareció en 1918 en la revista Mercurio Peruano. El mismo año publica su primera novela, Vencida, que sale en Barcelona con su seudónimo de Marianela, acompañada de la novela corta Morbus aureus (El morbo del oro). En la primera, romántica y costumbrista, se ve claramente su vena feminista: la historia la protagoniza una mujer, que como el título indica, no logra vencer los prejucios sociales que condenan a las mujeres proveniente de familias de abolengo que deciden trabajar para tener independencia económica. 
En 1921 ve la luz en Lima Por senda propia que, como su padre había fallecido, Angélica firma ya sin seudónimo. Esta narración sobre la vida burguesa de los limeños de comienzo del siglo XX fue prologada por José de la Riva Agüero, conocido intelectual peruano de la época.
Su dos próximas novelas, ambas históricas, Coloniaje romático y Tiempos de la Patria Vieja, recibirán sendos premios, la primera en Buenos Aires en 1921 y la segunda en Lima, en 1924, en el concurso celebrado con motivo del centenario de la batalla de Ayacucho.
Luego vinieron las novelas biográficas sobre Fernán Caballero y sobre su padre, que ella consideraba su obra cumbre. En España, antes de regresar definitivamente a Perú en 1931, alcanza a terminar su última novela, La sombra alucinante, que no llegaría a ser publicada.
Además de narrativa, Angélica Palma publicó poesías en diversas revistas, como la española Hojas Selectas o la peruana Variedades.
A pesar del éxito que tuvieron en su tiempo las novelas de Ángelica Palma, los críticos modernos parecen coincidir en que sus novelas no son de una gran calidad. Así, Luis Alberto Sánchez escribe que estas "forman parte de un género familiar, aséptico, entretenido y bien escrito aunque sin ninguno de los ingredientes que confieren calidad perdurable a las grandes obras de la literatura". Para Pía Sirvent de Luca ninguna de ellas tiene demasiada originalidad, pero les "reconoce el mérito de reflejar el contraste entre la Lima tradicional y la moderna, con un ritmo de vida más acelerado, más influido por las costumbres extranjeras".
Sirvent de Luca considera que "si un talento la caracterizó, ese fue el periodístico" y en su tesis doctoral afirma que Angélica Palma fue "la primera profesional de este ámbito en la historia peruana, que ganó lo suficiente para llevar una vida desahogada". Desde España, envió sus crónicas sobre los pormenores políticos, sociales y culturales de la península a diferentes medios, entre ellos a la revista Variedades, que dirigía su mediohermano Clemente.

## Obras
- Cartas a una turista, novela epistolar publicada en la revista Prisma entre el 16 de febrero y el 14 de septiembre de 1907
- Vencida, novela, Casa Editorial P. Salvat, Barcelona, 1918, que había aparecido por entregas el año anterior con ilustraciones de Carlos Vázquez en la revista Hojas Selectas. El volumen contiene también la novela breve Morbus aureus
- Cartas son vartas, novela publicada en la revista Mercurio Peruano, Casa Editora M. Moral, n.º 5-6, noviembre-diciembre de 1918
- Por senda propia, con prólogo de José de la Riva Agüero; Librería Francesa y Casa Editorial E. Rosay, Lima, 1921
- Coloniaje romántico, novela de evocación histórica, premiada en el Concurso Literario Internacional de Buenos Aires de 1921 y publicada por la Editorial Cervantes, Barcelona, 1923
- Tiempos de la Patria Vieja, novela histórica, premiada en Lima en el concurso celebrado en 1924 en Lima con motivo del centenario de la batalla de Ayacucho y publicada dos años después por Ediciones de Nuestra América, Buenos Aires, 1926
- Uno de tantos, novela, Espasa-Calpe, Madrid, 1926
- Ricardo Palma. El tradicionista, novela biográfica, 1927
- Al azar, novela breve con ilustraciones de Pedraza; grupo editorial Prensa Moderna, Madrid, 1928
- Contando cuentos, editorial Hijos de Santiago Rodríguez, Burgos, 1929; el libro contiene 11 relatos infantiles más una introducción breve y un epílogo; las ilustraciones son de Pedro Antequera Azpiri
- Fernán Caballero. La novelista novelable, novela biográfica, Espasa-Calpe, Madrid, 1931
- Pancho Fierro, acuarelista limeño, ensayo basado en la conferencia que había dado el 8 de abril de 1930 en España en la Unión Iberoamericana, con el título de «Pancho Fierro, goyista intuitivo», y que repetirá en Sociedad Entre Nous el 22 de octubre de del año siguiente a su regreso a la capital peruana; publicado en Lima en 1935 con motivo del IV Centenario de la fundación de la ciudad
- La sombra alucinante, novela, edición póstuma, Lima, 1939. El volumen contiene, además, la reedición de El azar y el bosquejo de novel Dos hipótesis